# Pulpitos en su tinta

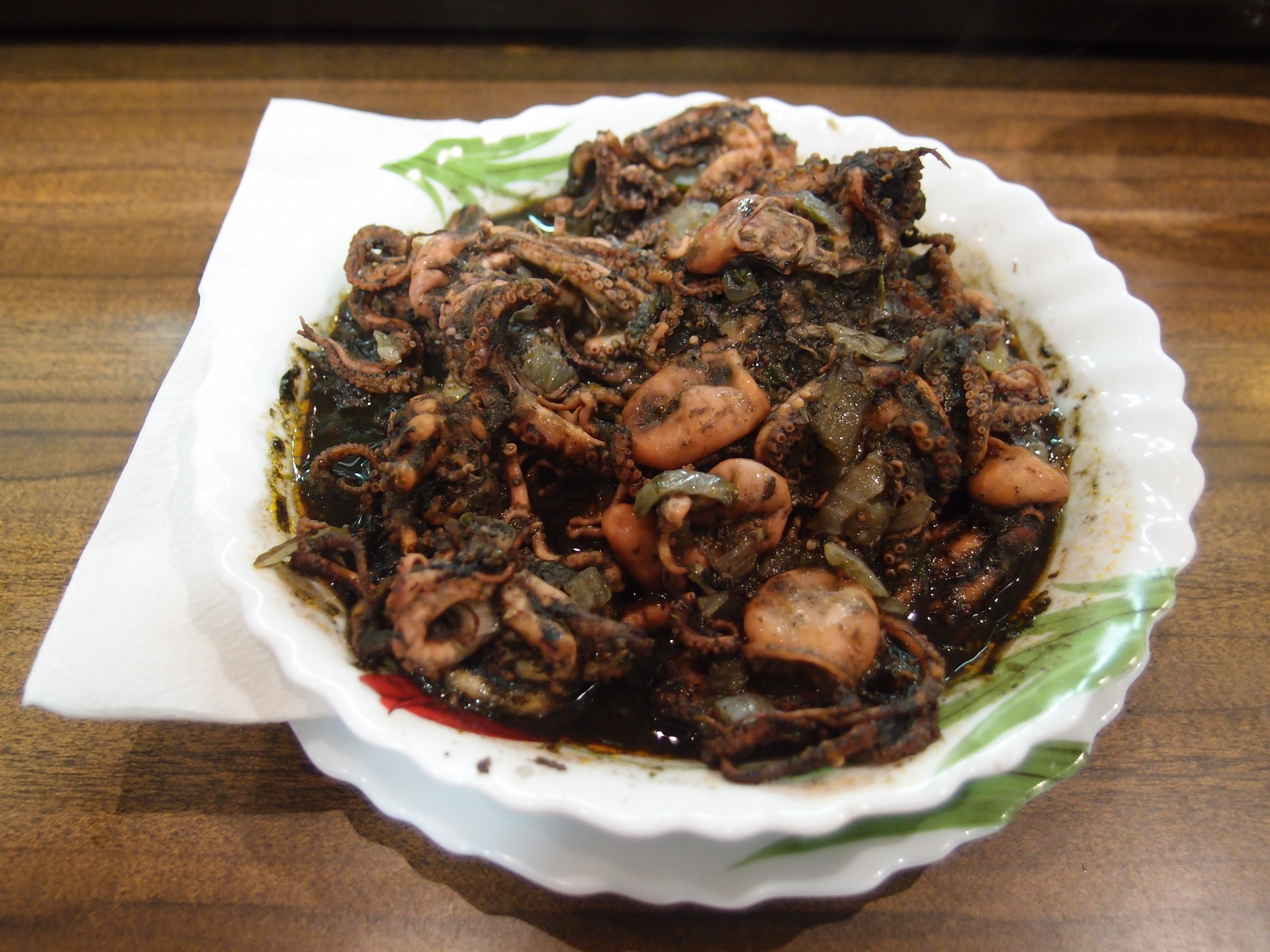
Pulpitos en su tinta in einer katalanischen Snackbar

Pulpitos en su tinta (kleine Oktopusse, Sepien oder Kalmare in eigener Tinte) sind ein traditionelles spanisches Fischgericht, das in seiner Grundform aus kleinen Tintenfischen mit eigener Tinte, Fischbrühe, Weißwein, Zwiebeln, Tomaten, Olivenöl, Knoblauch und Salz besteht.
Die typische Schwarzfärbung erhält dieses Fischgericht durch die körpereigene Tinte dieser Kopffüßer oder separat zubereitete Oktopustinte.
Pulpitos en su tinta werden als Tapa (traditionell mit Baguettescheiben zum Tunken der Sauce) oder als vollwertiges Fischgericht (überwiegend mit weißem Reis) serviert.